# Leśniowice (Ukraina)
Leśniowice (ukr. Лісно́вичі) – wieś na Ukrainie w rejonie lwowskim (wcześniej w rejonie gródeckim) należącym do obwodu lwowskiego.
W okresie II Rzeczypospolitej leżała w gmina Białogóra.

## Dwór
- dwór wybudowany w stylu klasycystycznym spłonął w latach 1914-1918. Odbudowany jako murowany został po wojnie. Obiekt otaczał spory park krajobrazowy[1].